# Паркер (тауншип, округ Маршалл, Миннесота)
Паркер (англ. Parker) — тауншип в округе Маршалл, Миннесота, США. На 2000 год его население составило 57 человек.

## География
По данным Бюро переписи населения США площадь тауншипа составляет 92,9 км², из которых 92,9 км² занимает суша, водоёмов нет.

## Демография
По данным переписи населения 2000 года здесь находились 57 человек, 18 домохозяйств и 16 семей. Плотность населения —  0,6 чел./км². На территории тауншипа расположено 25 построек со средней плотностью 0,3 построек на один квадратный километр. Расовый состав населения: 100,00 % белых.
Из 18 домохозяйств в 38,9 % воспитывались дети до 18 лет, в 88,9 % проживали супружеские пары и в 11,1 % домохозяйств проживали несемейные люди. 11,1 % домохозяйств состояли из одного человека, при том ни в одном из них не проживали одинокие пожилые люди старше 65 лет. Средний размер домохозяйства — 3,17, а семьи — 3,44 человека.
29,8 % населения — младше 18 лет, 3,5 % — в возрасте от 18 до 24 лет, 33,3 % — от 25 до 44, 15,8 % — от 45 до 64, 17,5 % — старше 65 лет. Средний возраст — 38 лет. На каждые 100 женщин приходилось 137,5 мужчин. На каждые 100 женщин старше 18 приходилось 122,2 мужчин.
Средний годовой доход домохозяйства составлял 9 688 долларов, а средний годовой доход семьи —  18 125 долларов. Средний доход мужчин —  21 250  долларов, в то время как у женщин — 8 750. Доход на душу населения составил 8 538 долларов. За чертой бедности находились 45,5 % семей и 45,2 % всего населения тауншипа, из которых 52,9 % младше 18 лет.